# جلان كلارك (لاعب كرة قاعدة)
جلان كلارك (بالإنجليزية: Glen Clark)‏ هو لاعب كرة قاعدة أمريكي، ولد في 7 مارس 1941 في أوستن في الولايات المتحدة، وتوفي في 25 يناير 2018.

## وصلات خارجية
- جلان كلارك على موقعبيزبول رفرنس.كوم (الدوري الرئيسي) (الإنجليزية)